# Коробкин, Владимир Андреевич
Владимир Андреевич Коробкин (бел. Уладзімір Андрэевіч Каробкін; род. 2 ноября 1940, Орша, Витебская область) — советский и белорусский учёный в области машиностроения, конструктор тракторных шасси, кандидат технических наук (1986), доктор технических наук (2005), лауреат Ленинской премии (1986).

## Биография
Родился 2 ноября 1940 года в Орше. Окончил Белорусский политехнический институт (1964).
Работал на Минском тракторном заводе: инженер-конструктор, начальник конструкторского бюро, с 1981 года — начальник и главный конструктор ОКБ, начальник управления конструкторско-экспериментальных работ № 2 (УКЭР-2).
Разработчик техники на базе трактора «Беларус», в том числе специального самоходного гусеничного шасси для зенитного ракетно-пушечного комплекса 2К22 и самоходной базы для размещения и обеспечения подвижности зенитного комплекса 2С6.
Под его руководством созданы и запущены в серийное производство гусеничные шасси для зенитных комплексов «Тунгуска», «Тор», «Панцирь», а также ряд лесных, шахтных, дорожно-строительных и коммунальных машин на базе колесных тракторов.
В 2012 году — главный конструктор специального производства ПО «МТЗ», РУП «МТЗ», начальник управления конструкторско-экспериментальных работ № 2.
По состоянию на 2015 год — заместитель генерального конструктора ОАО «Минский тракторный завод» — главный конструктор по спецтехнике. В 2017 г. — главный конструктор по спецтехнике — начальник особого конструкторского бюро РУП «Минский тракторный завод». В 2019 году — главный конструктор по технике «МТЗ-ХОЛДИНГ».
Профессор кафедры «Тракторы» Белорусского национального технического университета, руководитель филиала кафедры на МТЗ. Профессор кафедры лесных машин, дорог и технологий лесопромышленного производства (ЛМДиТЛП) БГТУ.

## Научная деятельность
Автор около 120 научных работ и более 100 изобретений.
Один из авторов книги «Многоцелевые гусеничные шасси».
Сочинения:
- Многоцелевые гусеничные шасси/ В. Ф Платонов, В. С. Кожевников, В. А. Коробкин, С. В. Платонов; Под ред. В. Ф. Платонова. — М.: Машиностроение, 1998. — 342 с.
- Лесные машины «Беларус» : учебное пособие для студентов специальности «Машины и оборудование лесного комплекса» высших учебных заведений / А. В. Жуков, А. С. Федоренчик, В. А. Коробкин, А. Н. Бычек. — Минск : [б. и.], 2001. — 149 с. — Библиогр. в конце кн. — ISBN 985-434-146-1
- Конструирование и расчет машин: лабораторные работы (практикум) для студентов специальностей 1-37 01 03 «Тракторостроение» и 1-37 01 04 «Многоцелевые колесные и гусеничные машины» / В. П. Бойков, А. Ф. Андреев, Д. А. Дубовик, В. А. Коробкин. — Минск: Белорус. нац. техн. ун-т, 2009. — 63 с.

## Награды и звания
Лауреат Ленинской премии 1986 г. — за участие в разработке гусеничного шасси и новизну технических решений.
Лауреат премии Совета Министров Республики Беларусь (1998), заслуженный работник промышленности Беларуси (2001). Награждён орденом «Знак Почёта», медалью «За доблестный труд».